# Шрапнелль, Генри Джонс
Генри Джонс Шрапнелль (англ. Henry Jones Shrapnell; 1792—1834) — английский анатом.
Семья жила в Беркли, графство Глостершир, Англия. Отец — Уильям Фишер Шрапнелль (англ. William Fisher Shrapnell; 1765-1817), хирург, был знаком с Эдвардом Дженнером (1749—1823), другим известным уроженцем Беркли. Генри Джонс Шрапнелль, который тоже стал доктором, имел возможность быть помощником Эдварда Дженнера, создателя вакцины от оспы.

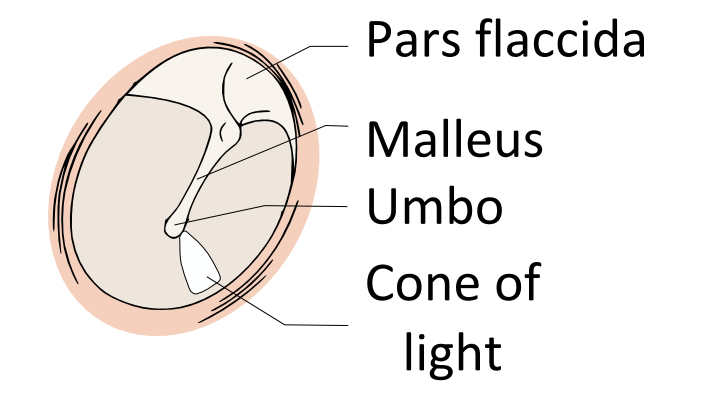
Схема барабанной перепонки

Генри Джонс Шрапнелль является также пионером в области отологии. Он, описывая барабанную перепонку в монографии «О форме и структуре барабанной перепонки», выделил в ней натянутую (лат. pars tensa membrana tympani) и ненатянутую части (лат. pars flacida). Позже ненатянутую часть барабанной перепонки будут называть «шрапнеллевой мембраной».
В 30-е годы Шрапнелль опубликовал две другие статьи о отношении функциях барабанной перепонки и иннервации уха. В 1833 году он опубликовал статью по анатомии наковальни.